# École Nationale Supérieure d’Architecture de Paris-Belleville
Das École Nationale Supérieure d’Architecture de Paris-Belleville (kurz ENSAPB, auch Paris-Belleville) ist eine französische Grande École und Architekturschule mit Hauptsitz in Paris-Belleville.
Die Schule Paris-Belleville entstand 1965 aus der Aufspaltung der Architekturabteilung der École des Beaux-Arts heraus. Sie wurde 1969 von Bernard Huet und einer Gruppe von Lehrern und Studenten unter dem Namen UP81(unité pédagogique d’architecture n°8) offiziell gegründet. Seit 1986 firmierte sie unter École d’architecture de Paris-Belleville. Seit 2009 befindet sich die Schule im Pariser Quartier de Belleville. Die Schule gehört zu einem Netzwerk von 20 öffentlichen Architekturschulen in Frankreich.
Im Mittelpunkt der architektonischen Aus- und Weiterbildung steht der digitale und ökologische Wandel.